# Le Miraculé
Le Miraculé is een Franse film van Jean-Pierre Mocky die werd uitgebracht in 1987.
Het scenario is gebaseerd op de novelle Le Miracle (1962) van George Langelaan.
Deze boosaardige farce is de laatste gezamenlijke film van het populair komisch duo Michel Serrault-Jean Poiret.

## Verhaal
Parijs. De onbehouwen en uitgekookte Papu is een voddenraper en scharrelaar. Hij komt aan de kost met valsspelen bij het kaarten en met het verkopen van ballonnen. 
Op een avond wordt Papu omvergereden door een wagen. Hij is eigenlijk ongedeerd maar hij ruikt een buitenkans: hij doet alsof hij verlamd is aan beide benen en hoopt op die manier geld van de verzekering op te strijken.
Hij beseft echter dat de verzekering zijn oplichterij vlug kan ontdekken. Daarom haast hij zich naar Lourdes waar hij uiteraard op een wonderbaarlijke manier zal genezen.
Verzekeringsagent Fox-Terrier ruikt echter onraad en komt te weten dat de sjoemelaar naar Lourdes zal reizen. Hij wil Papu koste wat kost ontmaskeren en neemt dezelfde pelgrimstrein. 

## Rolverdeling
| Acteur          | Personage                      |
| --------------- | ------------------------------ |
| Michel Serrault | Ronald Fox Terrier             |
| Jean Poiret     | Papu                           |
| Jeanne Moreau   | Sabine, la 'Major'             |
| Sylvie Joly     | mevrouw Fox Terrier            |
| Jean Rougerie   | Monseigneur                    |
| Roland Blanche  | Plombie                        |
| Sophie Moyse    | Angelica                       |
| Marc Maury      | eerwaarde heer Humus           |
| Hervé Pauchon   | Joulin                         |
| Jean Abeillé    | Victor                         |
| Georges Lucas   | Dulac                          |
| Dominique Zardi | Rondolo                        |
| Antoine Mayor   | de clown                       |
| Gaby Agoston    | de grootvader met de ballonnen |